# Košecké Podhradie
Košecké Podhradie es un municipio del distrito de Ilava en la región de Trenčín, Eslovaquia, con una población estimada a final del año 2024 de 1053 habitantes.
Se encuentra ubicado al norte de la región, cerca del río Váh (cuenca hidrográfica del río Danubio) y de la frontera con la República Checa.

## Demografía
| Año        | 1994 | 2004    | 2014    | 2024    |
| ---------- | ---- | ------- | ------- | ------- |
| Población  | 1076 | 1071    | 1050    | 1053    |
| Diferencia |      | −0,46 % | −1,96 % | +0,28 % |

| Año        | 2023 | 2024    |
| ---------- | ---- | ------- |
| Población  | 1059 | 1053    |
| Diferencia |      | −0,56 % |